# Scharins söner
AB Scharins söner, grundat som A. F. Scharin 1824, var ett företag verksamt framför allt i Skellefteå och Umeå, först som handelshus och senare inom träindustrin. Företaget gick i konkurs 1986.

## Handelshus och varv
Verksamheten grundades av Adolf Fredrik Skarin (Scharin) (1797-1877), född i Sunnanå i Skellefteå, som sålde tyger, kryddor etc på marknader. År 1824 erhöll han burskap och började köpa upp tjära som såldes vidare till Stockholm. Verksamheten växte sedermera till att även omfatta båtar byggda på eget rederi, och företaget blev en viktig aktör inom varvsindustrin i Västerbotten.

## Träindustrier

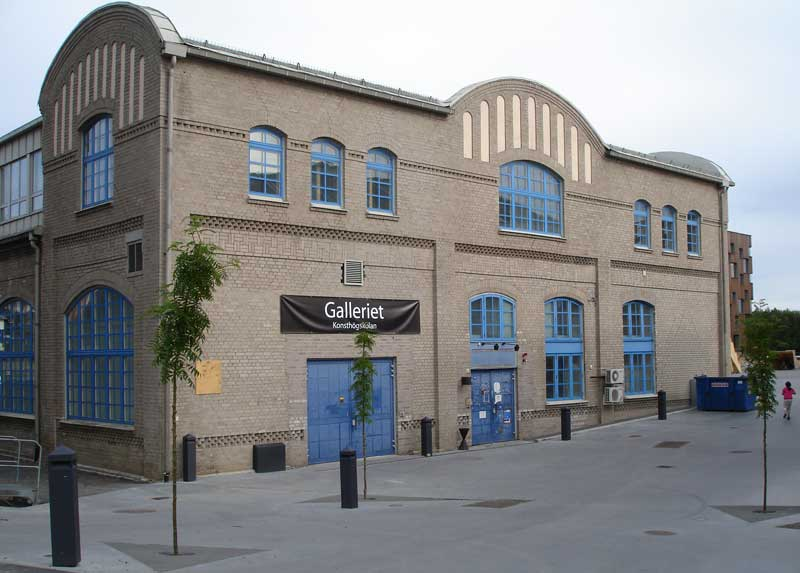
F.d. sliperibyggnad tillhörande Umeå träsliperi, AB Scharins söner. Numera en del av Konstnärligt campus i Umeå. Byggnaden ritades av Sigge Cronstedt.

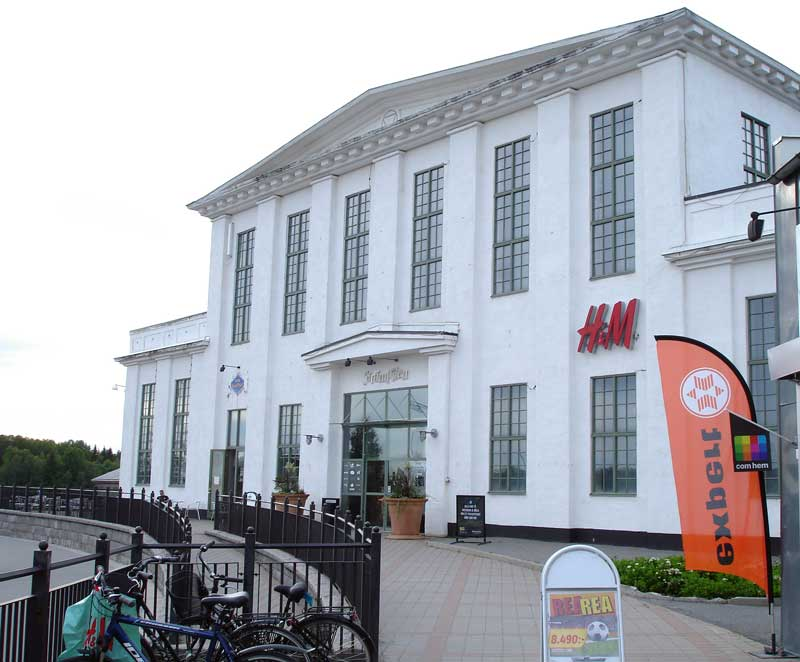
Sliperibyggnaden till Sofiehems träsliperi, sedermera Sofiehem pulp, numera köpcentrumet Strömpilen.

År 1890 ärvdes firman A.F Scharin av Egil Unander-Scharin. Företaget bedrev då främst rederiverksamhet, men redan 1891 avvecklades rederiverksamheten och firmans båtar såldes till Stockholm. I stället satsade han på grosshandelsrörelse, främst export av trävaror och tjära samt import av stenkol och salt. Samtidigt ändrades firmanamnet till A. F. Scharins söner eftr. Egil Unander.
Som styrelseledamot i Westerbottens enskilda bank fick han 1894 i uppdrag att rekonstruera Ytterstforsbolaget som bland annat drev sågverk vid Byskeälvens mynning. I och med det arbetet förvärvade han en god branschkännedom. År 1900 tog Unander-Scharin över Ytterstforsbolaget genom ett konsortium och beslöt sig för att själv satsa på skogsindustrin. Företaget Unander-Scharin lät anlägga flera trämassefabriker och sågverk i Västerbotten och i Finland, bland annat Umeå träsliperi (1910) och Sofiehems träsliperi (1927).
Julen 1910 avled Egil Unander-Scharin hastigt i en hjärtattack. Företaget hamnade i en kritisk situation som löstes genom att de olika intressena ombildades till aktiebolag 1913 under namnet AB Scharins söner. AB Scharins söner koncentrerade sin verksamhet till Umeå och Skellefteå, medan intressena i Ytterstfors, Munksund samt Umeå Tjärexport AB såldes.
År 1930 startade företaget tillverkning av wallboard (träfiberskivor) i Klemensnäs. Sju år senare sålde AB Scharins söner träsliperierna i Umeå och Sofiehem till Bowaters svenska trämassefabriker AB för att helt och hållet koncentrera sig på wallboardtillverkningen.
När AB Scharins söner 1986 gick i konkurs sedan marknadssituationen drastiskt försämrats, hade företaget verkat i länet under en period av 160 år i samma familj, familjen Unander-Scharin.

## Scharin-Unitex
Efter konkursen 1986 övertogs driften av nybildade Scharin-Unitex AB. All produktion av träfiberskivor i Clemensnäs upphörde 1992 då man flyttade produktionen till södra Hälsingland. Scharin-Unitex använde sig av varumärkesnamnen Unitex för hård board och Unite för porös board. Den hårda boarden kallades av allmänheten för unit (unitskivor), motsvarande masonit i andra delar av landet.